# Emrik Sandell
David Karl Emrik Sandell, född 30 december 1881 i Fagerhult, Småland, död 22 juni 1955 i Malmö, var en svensk kompositör och musikdirektör. 

## Filmmusik
- 1931 – Kärlek och landstorm